# Bombardier Zefiro
Bombardier Zefiro — серія високошвидкісних пасажирських поїздів з експлуатаційною швидкістю від 250 км/год, розроблених канадською фірмою Bombardier Transportation.
До 2011 року у складі серії: Zefiro 250 з експлуатаційною швидкістю 250 км/год, що повністю виробляється у Китаї, Zefiro 300 з експлуатаційною швидкістю 300 км/год і Zefiro 380.

## Історія
Раніше Bombardier transportation брала участь у консорціумах з виробництва високошвидкісних поїздів: Intercity-Express (Німеччина), 
AVE Class 102, Renfe Class 130 (Іспанія), ICN (Швейцарія), Acela Express (США), а також SNCF TGV Duplex, Eurostar, Thalys, ETR 500.
Крім того, компанія самостійно будувала високошвидкісні потяги для регіональних ринків CRH1, «XinShiSu» (Китай), X 2000 Regina (Швеція), BM71 (Норвегія).
У листопаді 2005 року Bombardier запустив серію Zefiro: одноповерховий поїзд для високошвидкісних ліній, доступний у 4, 8, 12 або 16-вагонних варіантах
, 
здатний працювати з різними системами електрифікації

та вироблений з вагонами стандартною (2,9 м) або збільшеною (3,4 м) шириною.

У грудні 2021 року Alstom оголосила про плани передати Zefrio 300 — Hitachi Rail.

## Конструкція
Zefiro - поїзд з одноповерховими вагонами та розподіленою тягою, що складається з моторних (тягових), причіпних та тягових кінцевих вагонів. 
Корпуси виконані із застосуванням алюмінієвих конструкцій (за винятком широкого Zefiro 250 із нержавіючої сталі), з індивідуальним внутрішнім плануванням.

Поїзди складаються із груп по 4 вагони; кожна група має трансформатор та привід. 
Зазвичай кінцеві вагони мають моторні візки, два середні вагони безмоторні. 
Пантограф розміщується на одному із безмоторних вагонів.

За специфікацією 2009 року застосовуються асинхронні трифазні приводи з повітряним охолодженням, опціонально пропонуються синхронні двигуни
 
з постійними магнітами
, протестовані на поїздах Regina в 2008 році.

## Варіанти

### Zefiro 250
Перший варіант Zefiro побудований у серії з двадцяти 16-вагонних електропоїздів зі спальними місцями на заводі CSR Sifang, постачання розпочалося в 2009 році. 
 
Це перші високошвидкісні поїзди, вироблені у Китаї (за ліцензією).
У Китаї поїзди мають позначення CRH1E.

Прискорення, що розвивається 0,6 м/сек.², 16-вагонний поїзд важить 859 тонн, осьове навантаження 16,5 т, візки типу що застосовуються на поїздах Regina з базою 2,7 м з 63% моторних осей.
У липні 2010 року міністерство залізниць Китаю замовило ще сорок 8-вагонних поїздів CRH1 Zefiro.

У вересні 2012 року міністерство залізниць Китаю замовило додаткові 106 8-вагонних поїздів, 60 з яких мають бути новою версією під назвою Zefiro 250NG. Цей варіант є модернізованим оригіналом з економією ваги та більш ефективною роботою.

В 2018 році шведське регіональне транспортне агентство Västtrafik замовило 45 одиниць Bombardier Zefiro з постачанням в 2021 році. 
Потяги мають розвивати швидкість до 200 км/год та складатись з 3 вагонів завдовжки 80 м.

### Zefiro 300
Серія Zefiro 300 розроблений для країн Європи, за специфікацією Міжнародного союзу залізниць, здатний працювати на всіх європейських системах електрифікації (1,5&3 кВ DC, 15&25 кВ AC). Візки типу FLEXX з базою 2,75 м з 50% моторних осей, прискорення 0,60 м/сек.², осьове навантаження 17 тонн.
Варіант Zefiro 300 було замовлено 50 одиниць Bombardier спільно з AnsaldoBreda Trenitalia, італійською національною залізничною службою, в 2010 році.

5 серпня 2010 року Trenitalia підтвердила цю заявку.

Введено в експлуатацію в 2015 році і мають позначення Frecciarossa 1000.

### Zefiro 380
У вересні 2009 року, Bombardier оголосив про замовлення 80 поїздів Zefiro 380 для міністерства залізниць Китаю, з будівництвом на спільному підприємстві Bombardier Sifang у Ціндао. Transportation Ltd. 
Замовлення на двадцять 16-вагонних та шістдесят 8-вагонних поїздів коштує 2,7 € млрд. або $4 млрд. Частка Bombardier складе 1,3 € млрд.

Китайські назви поїздів: CRH380D (8-вагонний) та CRH380DL (16-вагонний).

Потужність 16-вагонного поїзда
20 МВт, з 50% моторних візків (тип FLEXX з базою 2,7 м), прискорення 0,48 м/сек.², вага 948 тонн, осьове навантаження
17 тонн.

### Zefiro Express
Шведське регіональне транспортне управління Västtrafik замовило 40 нових поїздів в 2018 році, пізніше було збільшено до 45 поїздів нової моделі, здатної розвивати швидкість 200 км/год. Вони мають три вагони та 80 м завдовжки. 
Перше постачання заплановано на кінець 2021 року.
.